# بازخوانی (برنامه‌نویسی رایانه)

یه مهیال اغلب به مبدا فراخوان برمی‌گردد.

فراهمال (مهیال یا کالبک) (به انگلیسی: callabck) یه شی فراخوان‌پذیر است که به یه شی فراخوانپذیر دیگر، برای ارائه یه عملکرد خاص، داده می‌شود. درواقع، شی فراهمال بشکل بی‌درنگ (فراهمال همگام) یا بادرنگ (فراهمال ناهمگام) در بخشی از کد شی گیرنده اجرا می‌شود.

## فراهمال همگام
این نوع فراهمال‌ها در ریسه (thread) جاری اجرا می‌شوند. برای همین روند اجرای برنامه در ریسه جاری (ریسه‌ای که فراهمال گرفته‌شده) تا برگشت از فراهمال بازمانده (دچار وقفه) می‌شود. ازینرو فراهمال‌های همگام «بندآور» نیز خوانده می‌شوند. این نوع فراهمال‌ها اغلب برای کیاستن (handling) رویدادها (event) استفاده نمی‌شوند (ناستفایشند).

## فراهمال ناهمگام
این نوع فراهمال‌ها در یه ریسه (thread) دیگر اجرا می‌شوند. برای همین روند اجرای برنامه در ریسه جاری (ریسه‌ای که فراهمال گرفته‌شده) بازمانده (دچار وقفه) نمی‌شود. ازینرو فراهمال‌های ناهمگام «بازداشته» نیز خوانده می‌شوند. فراهمال‌های ناهمگام اغلب برای کیاستن رویه‌های وابسته به رویدادها، مانند ورودی/خروجی، استفاده می‌شوند (استفایشند).